# ناهد فريد شوقي
ناهد فريد شوقي (25 ديسمبر 1950 - 5 ديسمبر 2023)، منتجة سينمائية مصرية. وهي ابنة الفنان فريد شوقي والفنانة هدى سلطان وأخت الفنانة رانيا فريد شوقي من الأب.
ابنها فريد المرشدي من زوجها الأول، تزوَّج من الفنانة سوسن بدر، ثم تزوج ثانيًا من الفنانة داليا البحيري وأنجب منها «قسمت» ومات نتيجة حادث سيارة. ولها ابنة ممثلة وهي ناهد السباعي من زوجها المخرج مدحت السباعي.

## الوفاة
توفيت في 21 من جُمادى الأولى 1445هـ الموافق 5 ديسمبر 2023 عن عمر ناهز الثانية والسبعين.

## وصلات خارجية
- ناهد فريد شوقي على موقع الدهليز
- ناهد فريد شوقي على موقع قاعدة بيانات الأفلام العربية